# Estación de Calais-Fréthun

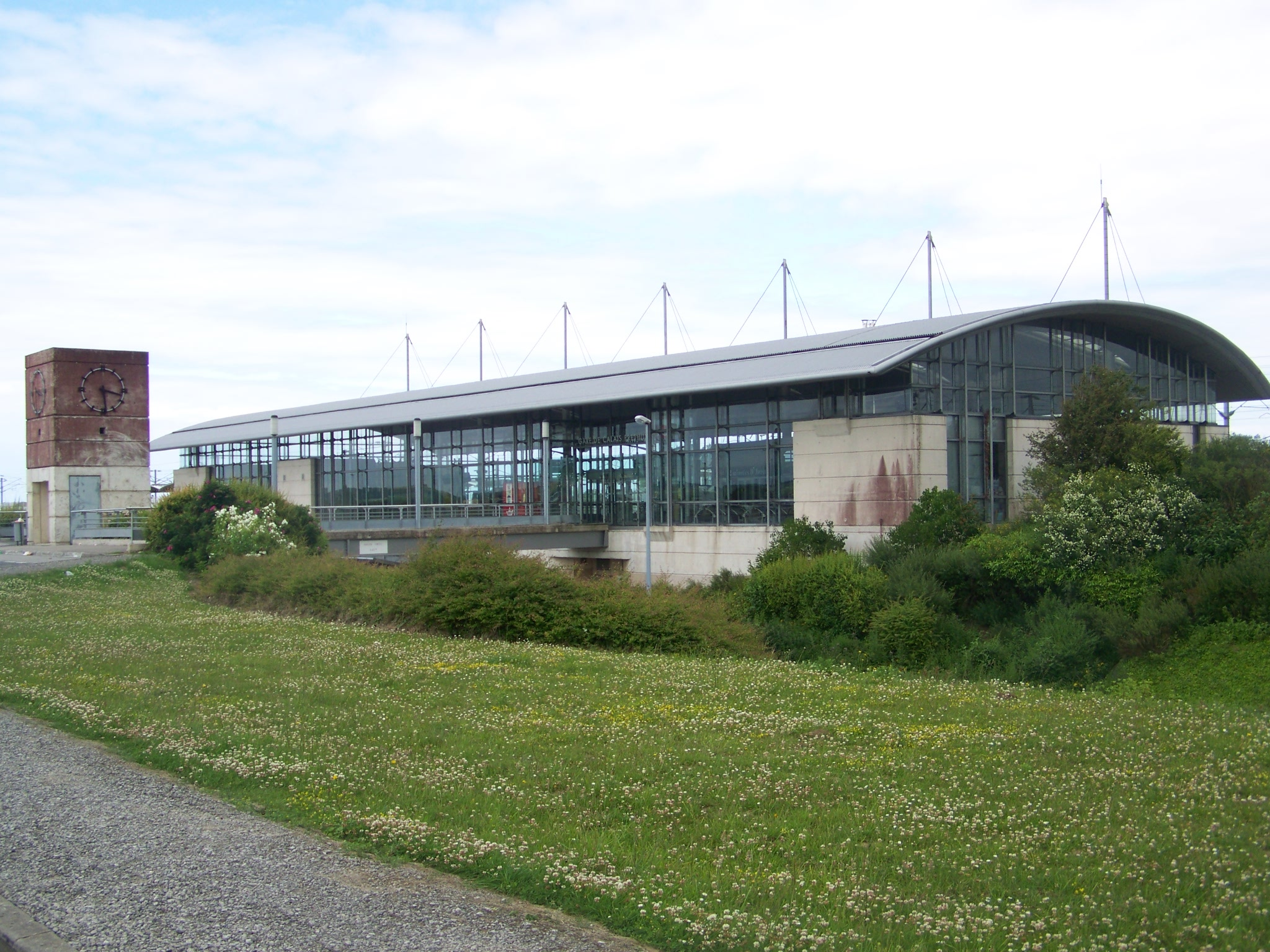
Estación de Calais-Fréthun

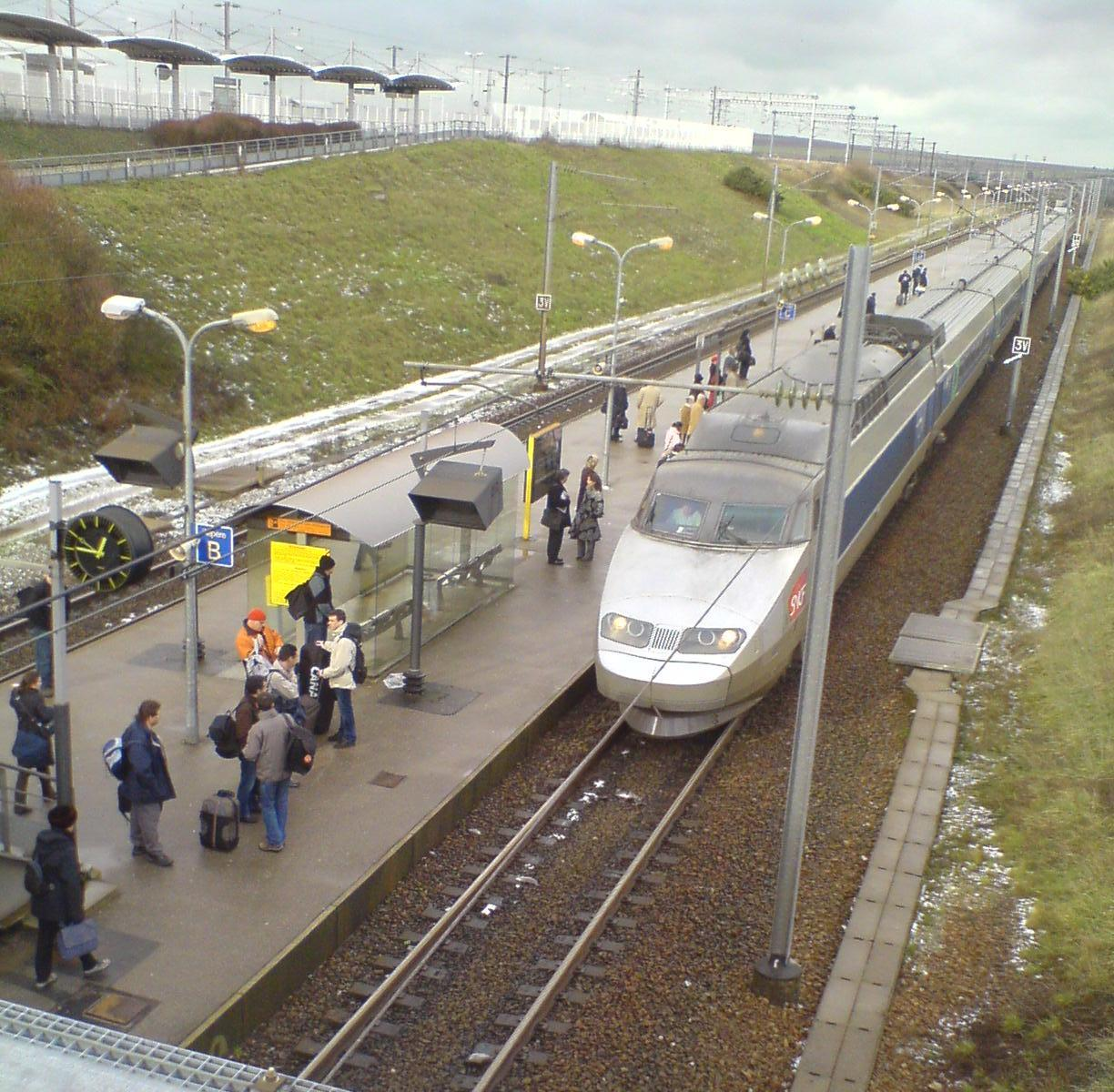
TGV detenido en la estación

La Estación de Calais-Fréthun (Gare de Calais-Fréthun en francés) es una estación ferroviaria situada en la LGV Nord francesa. Está ubicada en el término municipal de Fréthun, a 7 km de la ciudad de Calais, en el departamento de Paso de Calais (Pas-de-Calais en francés). Está situada cerca de la terminal francesa del Eurotúnel.

## Configuración
La estación está formada en realidad por tres estaciones:
- Una estación de pasajeros elevada situada sobre la LGV Nord para los trenes Eurostar a Londres, París o Bruselas. En ella los pasajeros se deben presentar al menos 30 minutos antes de la salida del tren para realizar las formalidades aduaneras y los controles de seguridad.
- Una estación para los servicios regionales  TER Nord-Pas-de-Calais (línea entre Calais-Ville y Amiens y línea entre Boulogne-Ville y Lille-Flandres), para los servicios nacionales TGV y para los servicios TERGV (servicios regionales de alta velocidad).
- Una estación de carga paralelamente al bucle de las lanzaderas Le Shuttle (trenes que unen las terminales francesa y británica del Eurotúnel) en la línea hacia para la ciudad de Calais.